# Orectis
Orectis is een geslacht van vlinders van de familie spinneruilen (Erebidae), uit de onderfamilie Herminiinae.

## Soorten
- O. barteli Turati, 1912
- O. euprepiata Dannehl
- O. massiliensis (Millière, 1864)
- O. proboscidata (Herrich-Schäffer, 1851)